# 憐憫的種類
《憐憫的種類》（英語：Kinds of Kindness）是一部2024年美國和英國聯合製作的荒誕黑色幽默多段式電影，由尤格·藍西莫執導，藍西莫和艾浮堤米思·菲利普共同撰寫劇本，其主演包括艾瑪·史東、傑西·普萊蒙、威廉·達佛、瑪格麗特·庫利、周洪、喬·歐文以及馬蒙杜·亞提。
本片入選第77屆坎城影展正式競賽片，由探照燈影業排定2024年6月21日於美國上映，英國於6月28日上映。

## 演員
- 艾瑪·史東飾演
  - 莉塔（〈R.M.F.之死〉）
  - 莉茲（〈R.M.F.在飛〉）
  - 艾蜜莉（Emily，〈R.M.F.吃份三明治〉）
- 傑西·普萊蒙飾演
  - 羅柏（〈R.M.F.之死〉）
  - 丹尼爾（Daniel，〈R.M.F.在飛〉）
  - 安德魯（Andrew，〈R.M.F.吃份三明治〉）
- 威廉·達佛飾演
  - 雷蒙（〈R.M.F.之死〉）
  - 喬治（〈R.M.F.在飛〉）
  - 奧米（〈R.M.F.吃份三明治〉）
- 瑪格麗特·庫利飾演
  - 薇薇安（Vivian，〈R.M.F.之死〉）
  - 瑪莎（〈R.M.F.在飛〉）
  - 露絲雙胞胎與蕾貝卡（Rebecca，〈R.M.F.吃份三明治〉）
- 周洪飾演
  - 莎拉（〈R.M.F.之死〉）
  - 莎朗（〈R.M.F.在飛〉）
  - 艾卡（〈R.M.F.吃份三明治〉）
- 喬·歐文飾演
  - 收藏品鑑定師（〈R.M.F之死〉）
  - 傑瑞（〈R.M.F.在飛〉）
  - 喬瑟夫（Joseph，〈R.M.F.吃份三明治〉）
- 馬蒙杜·亞提（英语：Mamoudou Athie）飾演
  - 威爾（〈R.M.F.之死〉）
  - 尼爾（〈R.M.F.在飛〉）
  - 太平間護士（〈R.M.F.吃份三明治〉）
- 杭特·薛佛飾演安娜（Anna，〈R.M.F.吃份三明治〉）
- 尤格·斯特凡納科斯（Yorgos Stefanakos）飾演R.M.F.
- 梅拉·伯努瓦（Merah Benoit）飾演艾蜜莉之女（〈R.M.F.吃份三明治〉）

## 製作
2022年9月，據報導尤格·藍西莫和艾菲梅斯·菲羅普為電影《和》（And）撰寫劇本，並由藍西莫執導，電影4製作和元素影業製作，探照燈影業發行，艾瑪·史東、傑西·普萊蒙、威廉·達佛以及瑪格麗特·庫利參演。電影計劃於10月在紐奧良開始拍攝。2022年10月，周洪、喬·歐文和馬蒙杜·亞提參演。2023年2月，杭特·薛佛在接受《Elle》採訪時透露她將在片中有「小小的客串」。
該片於2022年10月24日至12月16日在紐奧良展開拍攝。2023年12月，電影更名為《憐憫的種類》（Kinds of Kindness）。

## 發行
2024年4月11日，《憐憫的種類》入選第77屆坎城影展正式競賽單元，排定於2024年5月17日全球首映。由探照燈影業排定2024年6月21日於美國上映；排定2024年6月28日於英國上映。

## 迴響

### 專業評價
在評論匯總網站爛番茄給出72%新鮮度（276條評論），平均得分6.5/10。網站共識寫道：“《憐憫的種類》是一部冷酷無情的三聯畫，充滿尖酸刻薄的智慧，是尤格·藍西莫最憤世嫉俗的作品，同時又兼具趣味性。”Metacritic給出64/100的平均分（58條評論），代表「普遍好評」。

### 獎項
| 年份 | 頒獎單位       | 獎項         | 入圍者         | 結果 |
| ---- | -------------- | ------------ | -------------- | ---- |
| 2024 | 第77屆坎城影展 | 金棕櫚獎     | 《憐憫的種類》 | 提名 |
| 2024 | 第77屆坎城影展 | 最佳男演員獎 | 傑西·普萊蒙    | 獲獎 |

## 外部連結
- 互联网电影数据库（IMDb）上《憐憫的種類》的资料（英文）